# Distretto di Yurimaguas
Il distretto di Yurimaguas è uno dei sei distretti della provincia di Alto Amazonas, in Perù. Si trova nella regione di Loreto e si estende su una superficie di 2.674,71 chilometri quadrati.
Istituito il 7 febbraio 1866, ha per capitale la città di Yurimaguas.